# تحول ديموغرافي

نظرة عامة على الانتقال الديمغرافي، مع انخفاض الخصوبة البديلة إلى "المرحلة 5"

تشير ظاهرة ونظرية التحول الديمغرافي (بالإنجليزية: Demographic transition)‏ إلى التغيّر التاريخي في التركيبة السكانية، كما يحدث على سبيل المثال عند ارتفاع معدلات الولادة وارتفاع معدلات وفيات الرّضع في المجتمعات محدودة التطوّر، فيما يتعلّق بالتكنولوجيا والتعليم (للنساء خصوصًا) والتنمية الاقتصادية، إضافةً إلى انخفاض معدلات الولادة وانخفاض معدلات الوفيات في المجتمعات المتقدّمة في التكنولوجيا والتعليم والتنمية الاقتصادية، فضلًا عن المراحل ما بين هذين السيناريوهين. غالبًا ما يكون هذا النموذج أو النظرية غير دقيق عند تطبيقه على كل بلد على حدة نظرًا للعديد من العوامل الاجتماعية والسياسية والاقتصادية المؤثرة على فئات معينة من السكان، إلا أن هذا التغيّر قد حدث بالفعل في العديد من البلدان الصناعية.
ومع ذلك، يحظى وجود هذا النوع من التحوّل الديمغرافي بقبول واسع النطاق في مجال العلوم الاجتماعية، إذ يعود السبب إلى الارتباط التاريخي الوطيد بين هبوط معدلات الخصوبة والتنمية الاقتصادية. يجادل الباحثون فيما إذا كان التحوّل الصناعي والدخل المرتفع أسبابًا مؤثّرة في انخفاض عدد السكان، وما إذا كان انخفاض عدد السكان يسفر عن تحوّل صناعي وارتفاع في الدخل. يجادل الباحثون أيضًا في مدى تأثير العوامل المختلفة والمقترحة والمتداخلة أحيانًا، مثل ارتفاع دخل الفرد وانخفاض معدلات الوفيات وتأمين الشيخوخة وارتفاع الطلب على رأس المال البشري.

## تاريخ النظرية
تستند النظرية إلى تفسير للتاريخ الديموغرافي المطور في عام 1929 من قبل الديموغرافي الأمريكي وارن طومسون (1887-1973). أدلى أدولف لاندري من فرنسا بملاحظات مماثلة حول الأنماط الديموغرافية وإمكانات النمو السكاني حوالي عام 1934. في الأربعينات والخمسينات من القرن الماضي، طور فرانك دبليو نوتشتاين نظرية أكثر رسمية حول التحول الديموغرافي. بحلول عام 2009 ، أصبح وجود علاقة سلبية بين الخصوبة والتنمية الصناعية واحدة من أكثر النتائج المقبولة على نطاق واسع في العلوم الاجتماعية.

## ملخص النظرية
ينطوي التحوّل على أربع مراحل أو ربما خمس.
- في المرحلة الأولى، ترتفع معدلات الوفيات ومعدلات الولادة بشكل متوازن تقريبًا في مجتمعات ما قبل الثورة الصناعية. يسود الاعتقاد بتحقيق جميع البشر لهذا التوازن حتّى أواخر القرن الثامن عشر، أي مع انتهاء حالة التوازن في أوروبا الغربية. في الواقع، بلغت معدلات النمو أقل من 0.05% منذ الثورة الزراعية على الأقل (أي منذ أكثر من 10,000 عامًا). عادةً ما يصبح النمو السكاني بطيئًا للغاية في هذه المرحلة، وذلك بسبب تقييد المجتمع بالإمدادات الغذائية المتاحة؛ ولذلك سرعان ما تواكب التقلبات في معدلات الولادة تقلباتٍ في معدلات الوفيات ما لم يطوّر المجتمع تقنيات جديدة بهدف زيادة إنتاج الغذاء (اكتشاف مصادر غذائية جديدة أو زيادة غلات المحاصيل مثلًا).[7]
- في المرحلة الثانية، تنخفض معدلات الوفيات بسرعة في الدول النامية نظرًا للتحسينات التي تطرأ على إمدادات الغذاء والصرف الصحي، ما يؤدي إلى زيادة متوسط العمر المتوقع وخفض معدلات الأمراض. عادةً ما تشتمل التحسينات في الإمدادات الغذائية على التناسل الانتقائي وتناوب المحاصيل والتقنيات الزراعية. تشمل التحسينات الأخرى عمومًا كلّ من الخبز والانتفاع من الأفران. على سبيل المثال، تقلل العديد من التحسينات التي تطرأ على الصحة العامة من معدلات الوفيات، وخصوصًا معدلات وفيات الأطفال. قبيل منتصف القرن العشرين، اقتصرت هذه التحسينات المتعلّقة بالصحة العامة على مجالات مناولة الأغذية والصرف الصحي والنظافة الشخصية في المقام الأول. كثيرًا ما يُضرب المثل بالمتغيرات المتعلّقة بزيادة الإلمام بالقراءة والكتابة لدى الإناث، إضافةّ إلى برامج التثقيف الصحي العام التي برزت في أواخر القرن التاسع عشر وأوائل القرن العشرين. بدأ الانخفاض في معدلات الوفيات خلال أواخر القرن الثامن عشر في شمال غرب أوروبا قبل أن يمتّد إلى الجنوب والشرق خلال السنوات المئة التالية تقريبًا. يسفر هذا الأمر عن خلل إن لم يترافق مع انخفاض مماثل في معدلات الولادة، إذ تواجه هذه البلدان زيادةً كبيرةً في عدد السكان خلال هذه المرحلة.[7]
- في المرحلة الثالثة، تنخفض معدلات الولادة بسبب العوامل المختلفة للخصوبة كإتاحة وسائل تحديد النسل، إضافةً إلى الزيادة في الأجور والتحضّر والحد من زراعة الكفاف وتحسين وضع المرأة وتعليمها وانخفاض مؤشرات عمالة الأطفال وزيادة استثمار الوالدين في تعليم الأطفال والعديد من التغييرات الاجتماعية الأخرى. يبدأ النمو السكاني بالاستقرار خلال هذه المرحلة. بدأ الانخفاض في معدلات الولادة في البلدان المتقدّمة خلال أواخر القرن التاسع عشر، وخصوصًا في شمال أوروبا. لعبت التحسينات التي طرأت على وسائل تحديد النسل دورًا في انخفاض معدلات الولادة، إلا أنها لم تكن متاحة أو شائعة الاستخدام عموماً خلال القرن التاسع عشر. ولذلك، لم يكن لوسائل تحديد النسل هذه دورًا مهمًا في هذا الانخفاض. تجدر الإشارة إلى دور التحول في القيم في انخفاض معدلات الولادة؛ أي أن الأسباب غير مقتصرة على توافر وسائل تحديد النسل وحسب.[7]
- في المرحلة الرابعة، تنخفض معدلات الولادة ومعدلات الوفيات. قد تنخفض معدلات الولادة إلى ما دون مستوى الإحلال كما حدث في بعض الدول مثل ألمانيا وإيطاليا واليابان، ما أدّى إلى تقلّص عدد السكان وهدّد العديد من الصناعات المعتمدة على النمو السكاني. بعد تقدّم الأشخاص المولودين في المرحلة الثانية بالسن، أسفر الأمر عن بعض الأعباء الاقتصادية على فئة السكان العاملين المتناقصة. قد تستمر معدلات الوفيات بالانخفاض أو تزيد بشكل طفيف، وذلك بسبب انخفاض مستويات ممارسة الرياضة وارتفاع معدلات السمنة وارتفاع معدل شيخوخة السكان في البلدان المتقدمة. بحلول أواخر القرن العشرين، انخفضت معدلات الولادة ومعدلات الوفيات في البلدان المتقدمة.[7]
- يستنبط بعض العلماء من المرحلة الرابعة «مرحلة خامسة» متعلّقة بمعدلات الخصوبة دون مستوى الإحلال. بينما يفترض البعض الآخر وجود «مرحلة خامسة» مختلفة ومنطوية على زيادة في الخصوبة.[8]

وعلى غرار جميع النماذج، تُعتبر هذه الصورة بمثابة صورة مثالية للتغير السكاني في هذه البلدان. يُعتبر هذا النموذج تعميمًا منطبقًا على هذه البلدان كمجموعة، إذ لا يستطيع النموذج تقديم وصف تدقيق لجميع الحالات الفردية لهذه البلدان. لم يتضّح بعد مدى قدرتنا على تطبيق هذا النموذج على المجتمعات الأقل تطورًا في يومنا هذا. اجتازت العديد من الدول مثل الصين والبرازيل وتايلاند نموذج التحوّل الديمغرافي (DTM) بسرعة فائقة، وذلك بسبب التغيرّات الاجتماعية والاقتصادية السريعة. بينما توقّفت بعض البلدان ـــ ولا سيما البلدان الأفريقيةـــــ في المرحلة الثانية نظرًا إلى ركود التنمية وانتشار الأمراض المدارية التي لم تحظ بما يكفي من الاستثمارات والأبحاث كالملاريا والإيدز.